# لعليوات (تعاتعة)
لعليوات هو دُوَّار يقع بجماعة كشولة، إقليم الصويرة، جهة مراكش آسفي في المملكة المغربية. ينتمي الدوّار لمشيخة تعاتعة التي تضم 6 دواوير. يقدر عدد سكانه بـ 914 نسمة حسب الإحصاء الرسمي للسكان والسكنى لسنة 2004.

## روابط خارجية
- البوابة الوطنية للجماعات الترابية نسخة محفوظة 12 مارس 2018 على موقع واي باك مشين.
- المندوبية السامية للتخطيط